# Charlestown (Indiana)
Charlestown – miasto w Stanach Zjednoczonych, w stanie Indiana, w hrabstwie Clark.